# 上韋塞利

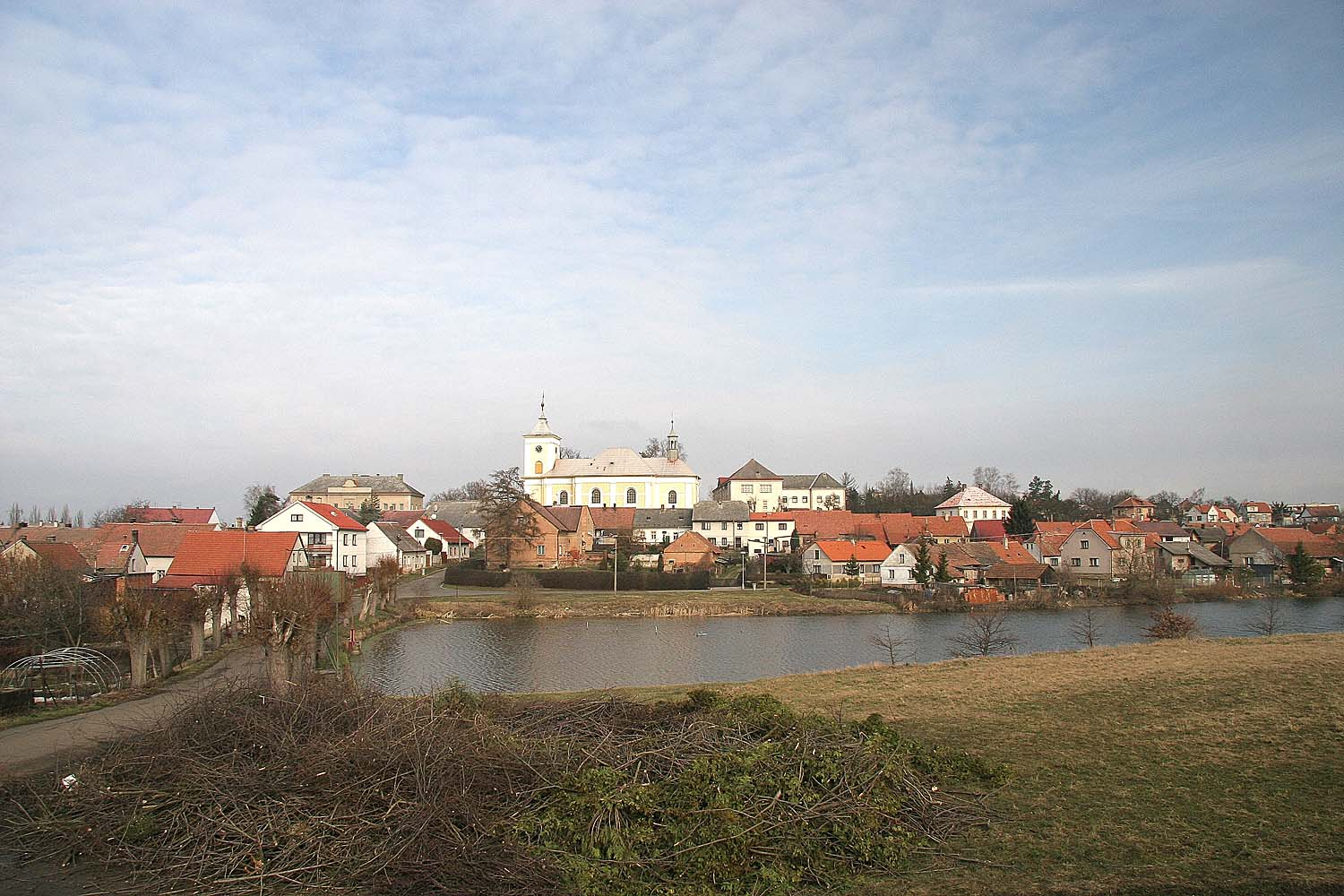

上韋塞利是捷克的城鎮，位於該國北部，距離伊欽13公里，由赫拉德茨-克拉洛韋州負責管轄，面積9.33平方公里，海拔高度254米，2006年人共有896。

## 外部連結
- Municipal website